# Sumo sacerdote de Israel

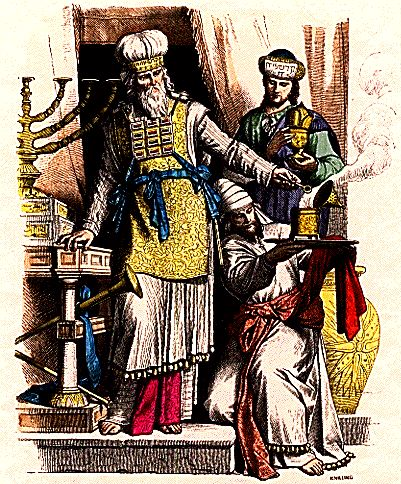
O Sumo sacerdote.

Sumo sacerdote de Israel (em hebraico: כהן גדול , romanizado: Kohen Gadol, transl. 'grande sacerdote'; em aramaico: Kahana Rabba) é o mais alto posto religioso do antigo povo de Israel e posteriormente a época do exílio babilônico.  O sumo sacerdote coordenava o culto e os sacrifícios, primeiro no tabernáculo e depois no Templo de Jerusalém. De acordo com a tradição bíblica, apenas os descendentes de Arão, irmão de Moisés, poderiam ser elevados ao cargo, ainda que posteriormente esta norma foi abolida por eventos políticos. Posteriormente à época do exílio babilônico, durante o período do Império Aquemênida persa, do Egito da dinastia ptolomaica e do império selêucida,  submetido ao governador da Síria, até o ano de 37 a.c. Posteriormente, os sumo sacerdotes passariam a ser indicados por Roma. Durante este período, o sumo sacerdote presidia o Sinédrio, a assembleia sacerdotal de Israel. Para alguém exercer o cargo de sacerdote, deveria ser da linhagem da tribo de Levi e escolhido pelo Deus de Israel.

## Lista de Sumos-sacerdotes de Israel
As datas referem-se ao período em que exerceram suas funções de sumo sacerdote. As datas de Aarão até Josué são baseadas nos cálculos de Jerónimo de Estridão, no livro A Crônica. As datas de Jadua até Onias II são do mesmo livro. As demais datas não tem fonte.
- Aarão 1507-1471 a.C.
- Eleazar 1471-1437 a.C.
- Finéias 1437-?
- Abisua
- Buqui
- Uzi
- Eli
- Aitub
- Aías
- Aimeleque por volta de 975 a.C. (vem depois de Zadoque, segundo Jerônimo)
- Abiataar por volta de 1070 a.C.
- Zadoque por volta de 1024 a.C. (segundo Jerônimo, ele foi o oitavo sumo sacerdote depois de Aarão)
- Ahimaz
- Azaria
- Joás
- Jehoiaribe
- Josafá
- Jeoiada
- Fedia
- Zedequias
- Azarias II
- Jotão
- Urias
- Azarias III
- Oseias
- Salum
- Hilquias por volta de 642 a.C.
- Serias
- Jeozadaque
- Josué por volta de 527 a.C.
- Joaquim
- Eliasibe
- Joiadá
- Joanã
- Jadua por volta de 340 a.C.
- Onias I
- Simão, o Justo
- Eleazar 282-? a.C. (regente)
- Menasseh
- Onias II por volta de 234 a.C.
- Simão II
- Onias III 185-175 a.C.
- Jasão 175-172 a.C.
- Menelau 172-162 a.C.
- Alcimus 162-153 a.C.
- Jonâtas Macabeus 153-143 a.C.
- Simão 142-134 a.C.
- João Hircano I 134-104 a.C.
- Aristóbulo I 104-103 a.C.
- Alexandre Janeu 103-76 a.C.
- João Hircano II 76-66 a.C.
- Aristóbulo II 66-63 a.C.
- João Hircano II (restaurado) 63-40 a.C.
- Antígono 40-37 a.C.
- Ananelus 37-36 a.C.
- Aristóbulo III da Judéia 36 a.C.
- Ananelus (restaurado) 36-30 a.C.
- Joshua ben Fabus 30-23 a.C.
- Simon ben Boethus
- Mattathias ben Theophilus
- Joazar ben Boethus 4 a.C.
- Eleazar ben Boethus 4-3 a.C.
- Joshua ben Sie 3 a.C.- 6 d.C. (3 antes     de Cristo até 6 depois de Cristo)
- Ananus ben Seth 6-15 (o Anás dos Evangelhos) Anás ben Sete, Anás o pai, sogro de Caifás (João 18:13). (Lc 3:2; At 4:6)
- Ishmael ben Fabus 15-16
- Eleazar ben Ananus 16-17 (filho de Anás)
- Simon ben Camithus 17-18
- Caifás 18-36 Josefo ben     Caifás (18–36), que se casou com a filha de Anás. (Sumo Sacerdote no tempo de Jesus Mt 26:3; Lc 3:2; Jo 11:49, 18:14; At 4:6)
- Jonathan ben Ananus 36-37 (filho de Anás)
- Theophilus ben Ananus     37-41(filho de Anás)
- Simon Cantatheras ben Boethus 41-43
- Matthias ben Ananus 43 (filho de Anás)
- Aljoneus 43-44
- Jonathan ben Ananus     (restaurado 36-37) 44
- Josephus ben Camydus
- Ananias ben Nebedeus (aproximadamente entre 48 e 59 d.C., alguns dizem entre 47-52 ;Atos 22:5, 23:2,24:1)
- Jonâtas 54-58
- Ishmael ben Fabus (restaurado?)
- José Cabi ben Simon
- Ananus ben Ananus 63   (Anás o filho, mais jovem dos cinco irmãos) (ver hyperlink Anás)
- Joshua ben Damneus 63
- Josué ben Gamla 63-64
- Mattathias ben Theophilus 65-67
- Fanias ben Samuel 67-70